# Hotel-Restaurant Anne-Sophie

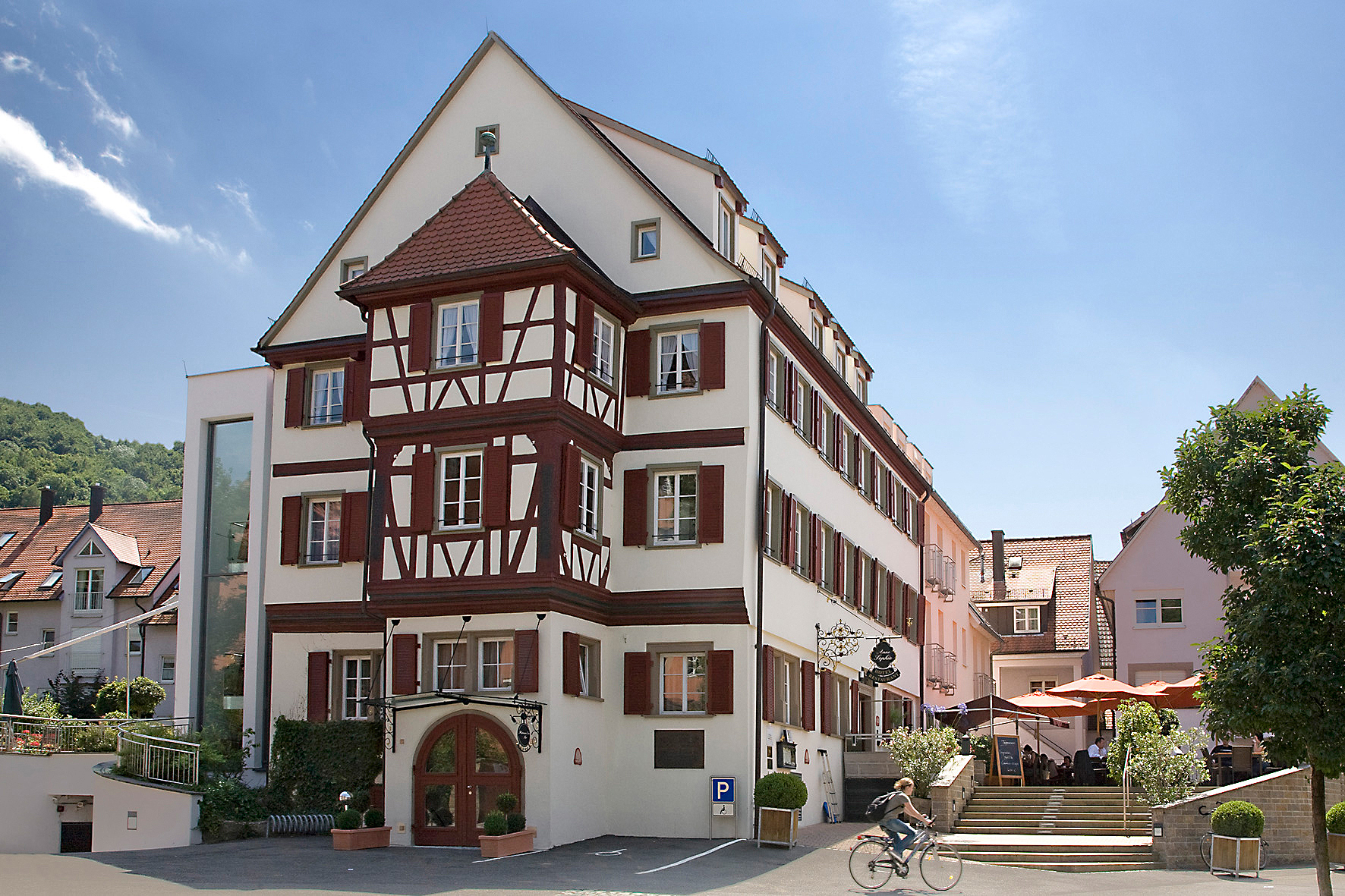
Hotel-Restaurant Anne-Sophie

Das Hotel-Restaurant Anne-Sophie ist ein integratives Hotel mit zwei Restaurants Anne Sophie und Handicap in Künzelsau. Es wurde 2003 vom Unternehmen Würth eröffnet. Das Restaurant Handicap wurde 2014 als erstes Lokal, in dem Menschen mit und ohne Behinderung arbeiten, mit einem Stern des Guide Michelin ausgezeichnet.

## Geschichte
Das Ziel des Hotels ist berufliche und gesellschaftliche Teilhabe für Menschen mit Beeinträchtigung. Von rund 100 Mitarbeitern haben etwa 30 ein Handicap. Mit diesem Konzept wurde das Hotel 2003 auf Betreiben von Carmen Würth gegründet. Die Hotelanlage besteht nach zwei Erweiterungen 2006 um den Würzburger Bau und 2013 um den Komburger Bau heute aus insgesamt fünf Gebäuden, deren älteste, denkmalgeschützte Teile aus dem 16. Jahrhundert stammen.
Das Hotel hat 54 Zimmer, zwei Restaurants, 6 Tagungsräume, eine Vinothek, ein Café, eine Konditorei, ein Ladengeschäft und einen eigenen Hotelchor.
Die Restaurants bieten gehobene Küche. Das 2003 eröffnete Restaurant Anne-Sophie wird 2012 erstmals im Guide Michelin mit einem Bib Gourmand ausgezeichnet. Auch aktuell ist es dort mit einem Bib Gourmand gelistet (2023). Das zweite Restaurant Handicap wurde im Mai 2013 eröffnet. Das Küchenteam erkochte sich 2014 und 2015 als weltweit erstes Team bestehend aus Mitarbeitern mit und ohne Behinderung einen Michelin-Stern. 2016 verlor es ihn wieder.

## Bauwerke
Von den fünf Gebäuden des Hotelkomplexes stehen drei unter Denkmalschutz.

### Anne-Sophie-Haus, ehemals Haus am Burghof
Das Anne-Sophie-Haus ist ein Fachwerkhaus gegenüber dem Künzelsauer Schloss, früher im Volksmund Haus am Burghof genannt. Es ist ein Renaissance-Gebäude, das später barockisiert wurde. Seyfried von Leubelfingen war im Jahr 1583 der erste nachgewiesene Eigentümer. Im Jahr 1588 kaufte es die Witwe von Balthasar von Stetten, ab 1614 kam es in bürgerlichen Besitz. Herausragende Miteigentümer waren von 1642 bis 1785 Mitglieder der Künstlerfamilie Sommer, die hier zahlreiche Werke für Kirchen und Schlösser schufen. Im Jahr 1920 kam das Haus in Besitz des Landes und diente bis 1996 als Dienstsitz der Polizei in Künzelsau. Danach stand das Haus leer, bis das Unternehmen Würth es 1998 kaufte. Ab 2000 wurde das denkmalgeschützte Gebäude umfassend saniert und 2003 als Hotel-Restaurant Anne-Sophie eröffnet und 2013 um einen Anbau erweitert.

### Würzburger Bau
Der Würzburger Bau in der Scharfengasse 6 in der Künzelsauer Innenstadt und damit in fußläufiger Nähe zum Schlossplatz wurde im Jahr 1710 errichtet und war Sitz der Beamten des Bistums Würzburg. Im Jahr 1797 wurde es an den wohlhabenden Kaufmann Georg Friedrich Bauer verkauft. Nach mehreren Besitzerwechseln erwarb Friedrich Hachtel das Gebäude 1921 und gab es aber 1929 bereits wieder ab, als Konsul Otto Uebele den Würzburger Bau der Stadt Künzelsau schenkte. Von 1933 bis zum Jahre 2005 wurde der Würzburger Bau dann als Finanzamt genutzt. Im Mai 2005 wurde das Finanzamt nach Öhringen verlegt und das Gebäude von der Adolf Würth GmbH & Co. KG gekauft und umgebaut. 2006 wurde der Würzburger Bau als Anbau des Hotels Anne-Sophie mit weiteren Zimmern, einem Konferenz- und einem Frühstücksraum eröffnet. Die Fassade befindet sich weiter im historischen Originalzustand.

### Komburger Bau
Der Komburger Bau ist ein ebenfalls als Kulturdenkmal geschütztes Bauwerk in der Hauptstraße 28 in Künzelsau. Der Kaufmann Georg Heinrich Faust ließ es 1683 errichten. Nach vielen Besitzerwechseln wurde das Gebäude 1905 vom Kaufmann Georg Münch ersteigert, der 1906 Schaufenster einbauen und 1963 vergrößern ließ. Die Familie Münch betrieb das Geschäft über vier Generationen. Ab 2010 wurde der Komburger Bau saniert und 2013 zusammen mit dem Würzburger Bau und Neubauten in das Hotel Anne-Sophie der Würth-Gruppe einbezogen. Heute ist darin im Erdgeschoss das Ladengeschäft Lindele, darüber Hotelzimmer.

## Auszeichnungen
- 2007 „Ausgewählter Ort“ im „Land der Ideen“ für das Hotel-Restaurant Anne-Sophie[28]
- Seit 2012 Bib Gourmand im Guide Michelin für das Restaurant Anne-Sophie[19]
- 2014 Warsteiner Preis für das Lebenswerk für Carmen Würth, Begründung: Sie setze „nachhaltig Maßstäbe zur Integration in der gastgebenden Branche“.[29]
- 2014 und 2015 Michelin-Stern für das Restaurant Handicap.[5][6][7][20]
- 2019 Sieg in der Kategorie „Die spannendste Konstellation“ für den Mitarbeiter-Chor des Hotel-Restaurants Anne-Sophie beim Wettbewerb „Klingt nach Teamwork“ des Bundesforschungsministeriums.[30]
- 2024 Hotelier des Jahres Special Award der ahgz Allgemeine Hotel- und Gastronomie-Zeitung[31][32]

## Filmografie
- Fünf Sterne für Leo. Doku und Reportage. Deutschland 2023, zweimal 45 Min. Autorin: Kathi Liesenfeld. Erstsendung am 31. Mai 2023 im SWR Fernsehen, online verfügbar in der ARD Mediathek